# Trono del Crisantemo

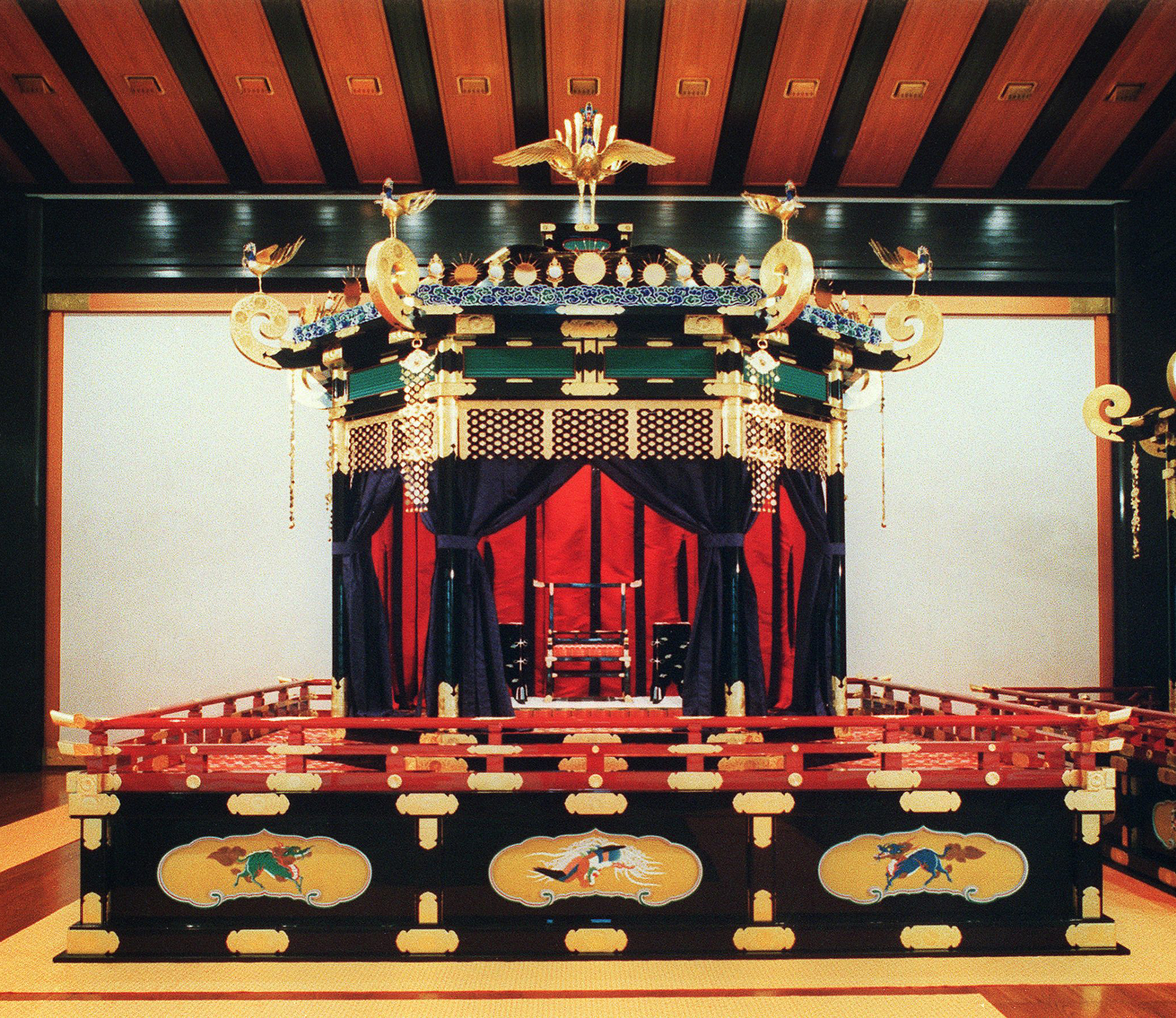
El trono del Crisantemo se encuentra en el Palacio Imperial de Kioto y actualmente solo se usa en la ceremonia de la coronación.

El Trono del Crisantemo (en japonés: 皇位, kōi, literalmente 'asiento imperial') es un término común que se le da al trono imperial del Japón.  El término también puede referirse a asientos muy específicos, como el takamikura (高 御座) trono en el Shishin-den en el Palacio Imperial de Kioto. Otros tronos o asientos utilizados por el emperador durante las funciones oficiales, como los utilizados en el Palacio Imperial de Tokio o el trono utilizado en la ceremonia del Discurso del Trono en la Dieta Nacional, no se conocen como el "Trono del Crisantemo". En un sentido metonímico, el "Trono del Crisantemo" también se refiere retóricamente al jefe de Estado y a la institución de la propia monarquía japonesa.

## Etimología
El crisantemo (en japonés: 菊 kiku, 菊花 kikuka o kikka) es el escudo de armas del emperador de Japón; por lo tanto kikukamonshō (菊花紋章) literalmente significa el Sello Imperial del Japón o Emblema imperial de Japón. Toma su nombre de chrysanthemum, la flor nacional de Japón.

## Historia
Según las leyendas, el Trono del Crisantemo es la monarquía en vigor más antigua del mundo. En Nihonshoki se afirma que el Imperio del Japón se fundó en el 660 a. C. por el emperador Jinmu. De acuerdo con la tradición el emperador Naruhito es el descendiente directo número 126 de Jinmu. El registro histórico se remonta hasta el emperador Ōjin quien supuestamente reinó a principios del siglo V. A pesar del hecho de que han existido previamente ocho "emperadoras" (en Japón únicamente la esposa del emperador se llama emperatriz), en conformidad con la Ley Imperial del Japón (promulgada por la Agencia de la Casa Imperial y el Consejo Privado) a las mujeres les está prohibido reinar desde mediados del siglo XX.
El emperador (en japonés: Tennō; (天皇), "emperador divino") actúa como el máximo sacerdote del ancestral Shintō, a pesar de que renunció formalmente a la reivindicación de su origen divino como hijo de la diosa Amaterasu O-Mikami tras la derrota del Japón en la Segunda Guerra Mundial.
De acuerdo con lo establecido en la Constitución de Japón en vigor, el emperador es el "símbolo del Estado y de la unidad del pueblo"; no tiene poderes políticos pero es un jefe de Estado ceremonial que representa la monarquía constitucional.

## Otros tronos del emperador

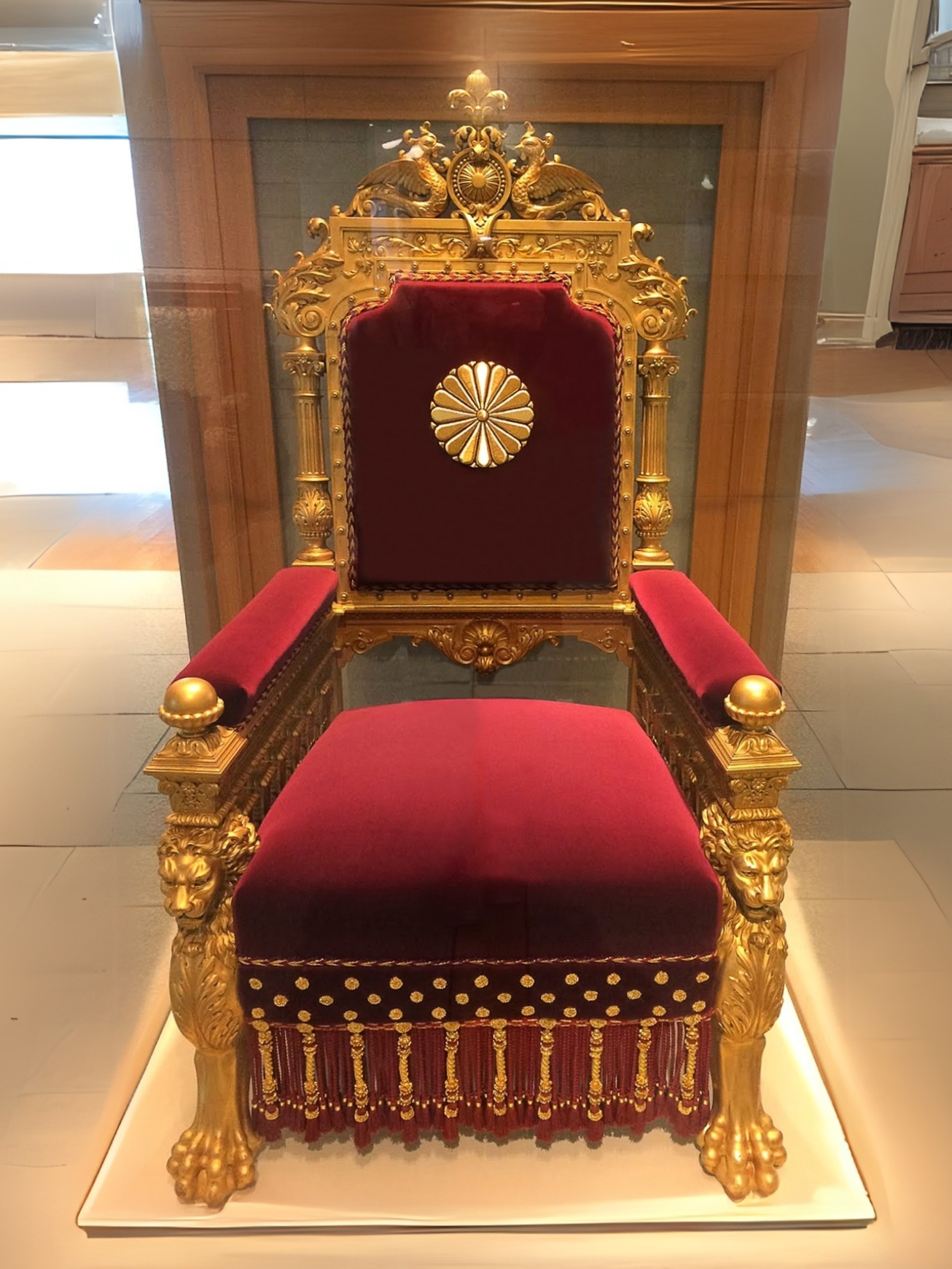
El trono imperial del emperador de Japón

El trono imperial del emperador de Japón estuvo en la Cámara de los Pares desde 1868 hasta 1912. El emperador todavía usa el trono durante las ceremonias de la Dieta Nacional. Como cuando el emperador pronuncia un discurso o pronuncia una declaración durante una ceremonia de apertura en la Cámara de Consejeros. El trono presenta oro real con detalles inmaculados como el Emblema de la flor de crisantemo, dos cabezas de león, dos phasianus versicolor y el disco solar.